# Dioxyde de ruthénium
Le dioxyde de ruthénium ou oxyde de ruthénium(IV) est un composé inorganique de formule RuO2. Ce solide noir est la forme la plus courante d'oxydes de ruthénium.

## Propriétés
Le dioxyde de ruthénium, comme de nombreux dioxydes métalliques, adopte la structure cristalline « rutile » (du nom de la forme naturelle du dioxyde de titane), une forme du système cristallin tétragonal centré. Sa densité est de 6,97.
C'est le premier composé altermagnétique connu.
Le dioxyde de ruthénium se décompose thermiquement avant son point de fusion théorique. Son hydrate se décompose en perdant son eau de cristallisation au-dessus de 75 °C.

## Préparation
Le dioxyde de ruthénium est traditionnellement préparé par oxydation du trichlorure de ruthénium. Des monocristaux quasi-stœchiométriques de RuO2 peuvent être ainsi obtenus par réaction de transport chimique (en).
Le dioxyde de ruthénium est également naturellement produit par la décomposition du tétroxyde de ruthénium, libérant facilement de l'oxygène à partir de 45 °C.
On peut déposer des films de RuO2 par dépôt chimique en phase vapeur (CVD) à partir de sources volatiles en ruthénium.  RuO2 peut enfin être préparé par électroplacage à partir d'une solution de trichlorure de ruthénium.

## Utilisations
Le dioxyde de ruthénium est le principal composé du catalyseur dans le procédé Sumitomo-Deacon (en) qui produit du dichlore par oxydation du chlorure d'hydrogène,.
RuO2 peut aussi être utilisé comme catalyseur dans de nombreuses autres réactions, notamment le procédé Fischer-Tropsch et le procédé Haber-Bosch.